# Acorea pupilar
La acorea se define como a la ausencia de la pupila ocular uni o bilateral. Puede ser de origen congénito, siendo esto muy poco frecuentes como es en el caso de las disgenesias iridocorneales o por una membrana pupilar persistente y también de origen adquirido, producto de una patología o lesión que esté afectando el iris, tal es el caso de inflamaciones o traumatismos oculares

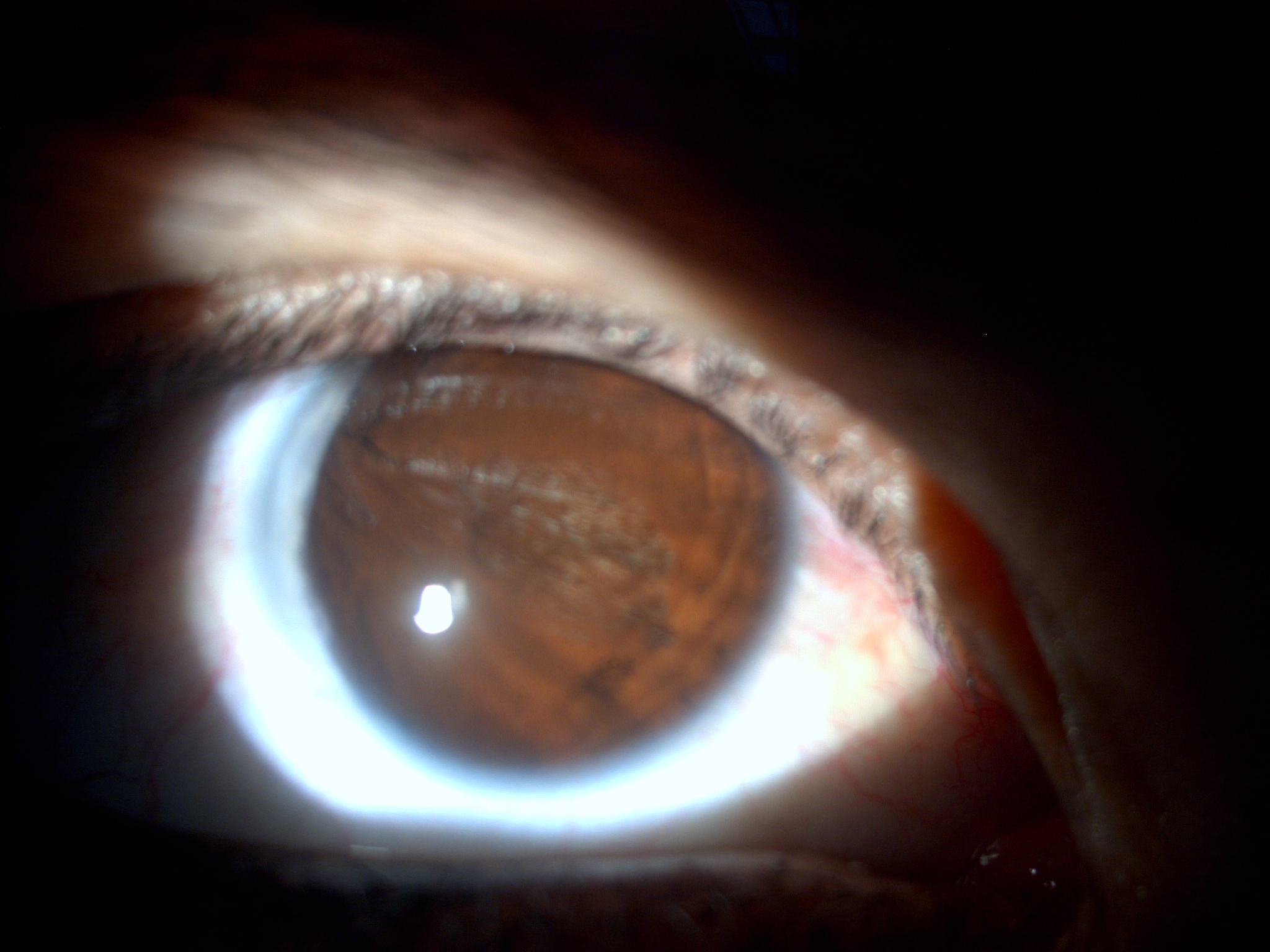
Acoria Pupilar.